# سلحفاة النجمة الهندية
سلحفاة النجمة الهندية هي نوع من السلاحف البرية التي تعيش في الأراضي المشجرة والمناطق الجافة بالهند وسريلانكا. تعد سلحفاة النجمة الهندية حيواناً عاشباً، حيث تعتمد في غذائها بشكلٍ أساسي على أوراق النباتات العصارية والحشائش والأزهار والفواكه، وقد تأكل أيضاً الجيف من وقتٍ لآخر، إلا إنها تُطعَم دائماً اللحوم عندما توضع في الأسر. لهذه السلاحف شعبية كبيرة في أسواق الحيوانات المنزلية لغرابة شكلها.

## الوصف

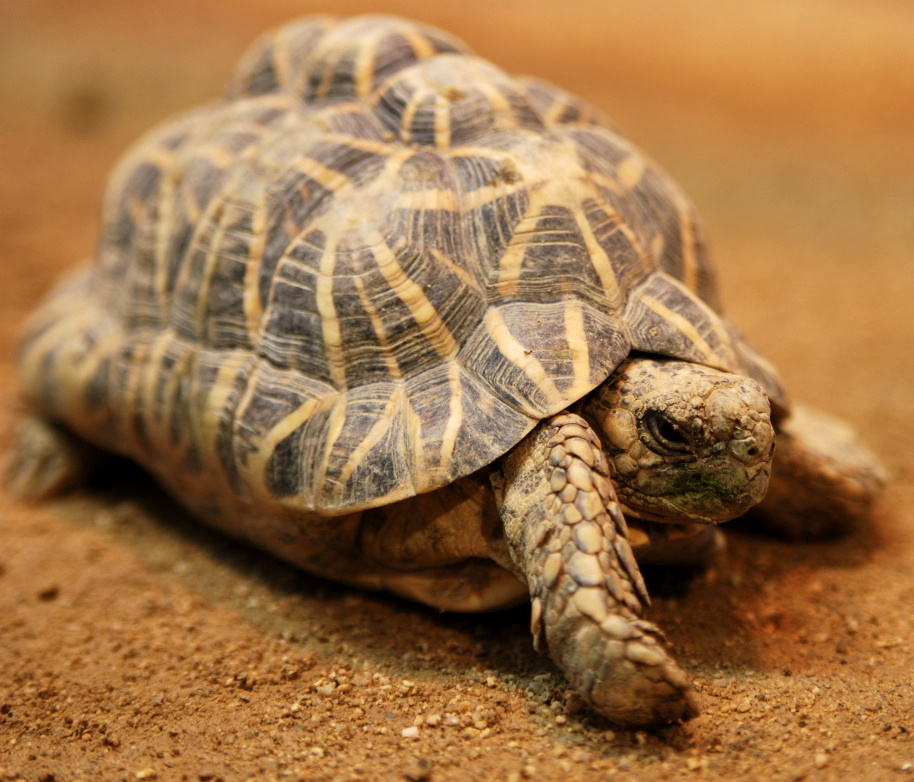
سلحفاة النجمة الهندية.

أصداف هذه السلاحف شديدة التحدُّب، تشوبها الكثير من البروزات الكبيرة سنامية الشكل، وتمتدّ من كلٍّ من هذه البروزات عدة خطوطٍ صفراء اللون لتشكّل نمطاً هندسياً فريداً من الخطوط على صدفة السلحفاة. يعتقد البعض أن وظيفة نتوءات الصدفة هي مساعدة السلحفاة على القيام مجدداً إذا ما انقلبت على ظهرها. لدى الأفراد البالغة من السلاحف مثنوية شكل جنسية عالية جداً، إذ إنَّ الإناث أكبر إلى حدٍ لا بأس به من الذكور، كما إن السطح السفلي لأصدافها مسطح، على عكس الذكور التي يكون عندها مقعراً.